# Gefecht um Staufen
Heckerzug (13. bis 27. April 1848):
Scheideck – Günterstal – Freiburg – Dossenbach
Struve-Putsch (21. bis 25. September 1848):    
Staufen
Badischer Militäraufstand (9. Mai bis 23. Juli 1849):
Heppenheim – Weinheim – Wald-Michelbach – Ludwigshafen – Käfertal – Ladenburg I – Hirschhorn – Waghäusel – Ladenburg II – Sinsheim – Ubstadt – Durlach – Murglinie – Gernsbach – Rastatt
Das Gefecht um Staufen war das einzige Gefecht des zweiten badischen Aufstandes (auch Struve-Putsch genannt). Am 24. September 1848 – einem Sonntag – schlugen badische Truppen unter General Friedrich Hoffmann die Freischaren Gustav Struves in Staufen. Der zweite badische Aufstand war damit beendet.

## Der zweite Aufstand
Der badische Septemberaufstand 1848 ist im Zusammenhang mit den Vorgängen in der Frankfurter Nationalversammlung zu sehen, die am 17./18. September zu einem Aufstand in Frankfurt führten. Die linken Republikaner im Schweizer Exil verfolgten diese Vorgänge und wurden auch von ihren Parteigängern in Baden gedrängt, sich dieser Aufstandsbewegung anzuschließen.
Am 21. September 1848 betrat Gustav Struve mit wenigen Begleitern und zu Fuß wieder deutschen Boden. Von Basel kommend gelangte er über Riehen und Stetten nach Lörrach, wo bereits nachmittags die bewaffnete Bürgerwehr die wichtigsten Punkte der Stadt besetzt und die großherzoglichen Beamten verhaftet hatte. Struve traf gegen 18 Uhr in Lörrach ein. Vom Balkon des Rathauses proklamierte er die deutsche Republik. Er rief das Kriegsrecht aus. Alle waffenfähigen Männer vom 18.–40. Lebensjahr wurden zu den Waffen gerufen. An Stelle des noch nicht eingetroffenen Johann Philipp Becker übernahm Moritz Wilhelm von Löwenfels die militärische Leitung. Karl Blind agierte als Schriftführer der provisorischen republikanischen Regierung und Friedrich Neff sollte durch Requirierung der öffentlichen Kassen für die nötigen Finanzmittel sorgen.
Theodor Mögling bildete zusammen mit seinem militärischen Leiter Friedrich Doll aus Kirn im Wiesental eine zweite Abteilung mit Basis in Schopfheim. Die Kooperation zwischen beiden Gruppen war von Beginn an gestört und Doll akzeptierte seine Absetzung durch Struve nicht. Letztlich sollten sich beide Kolonnen (Struve – Rheintal und Mögling – Wiesental) bei Horben vor Freiburg treffen, um die Stadt dann einzunehmen. Durch die zwangsweise Mobilisierung der militärischen Aufgebote der Gemeinden (beim Heckerzug hatte man nur auf Freiwillige gesetzt) erwartete Struve, eine Streitmacht von 10 000 Mann aufbieten zu können.
Die Kolonne Struve rückte am 23. September aus Lörrach über Kandern und Schliengen nach Müllheim ab.

## Der Sturm auf Staufen
Am 24. September 1848 rückten vier Bataillone Freischärler von Müllheim aus auf Staufen vor. Löwenfels ließ sogleich zwei Bataillone weiter Richtung Freiburg marschieren, so dass beim Hauptquartier, das im Staufener Rathaus eingerichtet wurde, nur zwei Bataillone verblieben, die zudem zuvor fast gemeutert hätten.
Nachdem die großherzogliche Regierung in Karlsruhe am 22. September von den Vorgängen im Oberland Nachricht erhalten hatte, setzte sie badische Truppen unter General Friedrich Hoffmann in Bewegung. Die Truppenverlegung wurde jedoch durch Sabotage an den Eisenbahnanlagen in Ettlingen, Achern, Friesenheim, Orschweier und Krozingen behindert.
Am frühen morgen des Tages kamen die badischen Truppen mit zwei Infanterie-Bataillonen, einer Artillerie-Abteilung und einer Reiter-Schwadron bei Krozingen an. Auf die Nachricht, dass Struve mit den Freischärlern bei Heitersheim stünde, wandten sich die Truppen dorthin. Da stellten sie fest, dass die Freischaren inzwischen von Heitersheim aufgebrochen waren und über Wettelbrunn nach Staufen zogen. Das Militär nahm zunächst Schloss Heitersheim ein, das von wenigen Freischärlern nur kurz verteidigt wurde. General Hoffmann teilte bei Wettelbrunn seine Verbände in 2 Kolonnen. Während General Wilhelm Gayling von Altheim mit einem Bataillon die Stadt von Kirchhofen her angreifen sollte, ging Hoffmann über Grunern auf die Brücke über den Neumagen zu. Diese Brücke war von den Freischaren abgedeckt worden, um den Zugang zu behindern – die Balkenkonstruktion war jedoch noch intakt.
Obwohl sich angesichts der Truppen die Reihen der Freischaren schon lichteten, konnten diese doch die Einfriedung der Stadt und die an den Stadtzugängen errichteten Barrikaden besetzen. Das Feuer auf die anrückenden Militärs wurde gegen 13 Uhr sogleich eröffnet. Diese antworteten auch unter Einsatz ihrer Artillerie, wobei zwar Häuser beschädigt wurden, die militärische Wirkung aber gering blieb. Hoffmann gelang es, mit seiner Truppe den Neumagen zu durchwaten und die erste Barrikade zu überwinden. Der Vormarsch von der Brücke Richtung Rathaus wurde durch zwei weitere Barrikaden und heftiges Gewehrfeuer aus den Häusern und dem Rathaus erschwert. Während Hoffmann hier langsam vorankam, hatte Gayling die Barrikade am anderen Stadteingang genommen und seine Truppen rückten in die Stadt ein. Hoffmann konnte nun das Rathaus nehmen und besetzen lassen. Während der Besetzung der Stadt kam es teilweise zu Häuserkämpfen, bei denen auch zwei unbeteiligte Staufener Bürger getötet wurden. Gegen 15 Uhr war die Stadt völlig von den Truppen besetzt. Gustav Graf von Keller wurde als Reichskommissar eingesetzt und besuchte Staufen kurz nach dem Gefecht.

### Der Tod der Weiler Musikanten

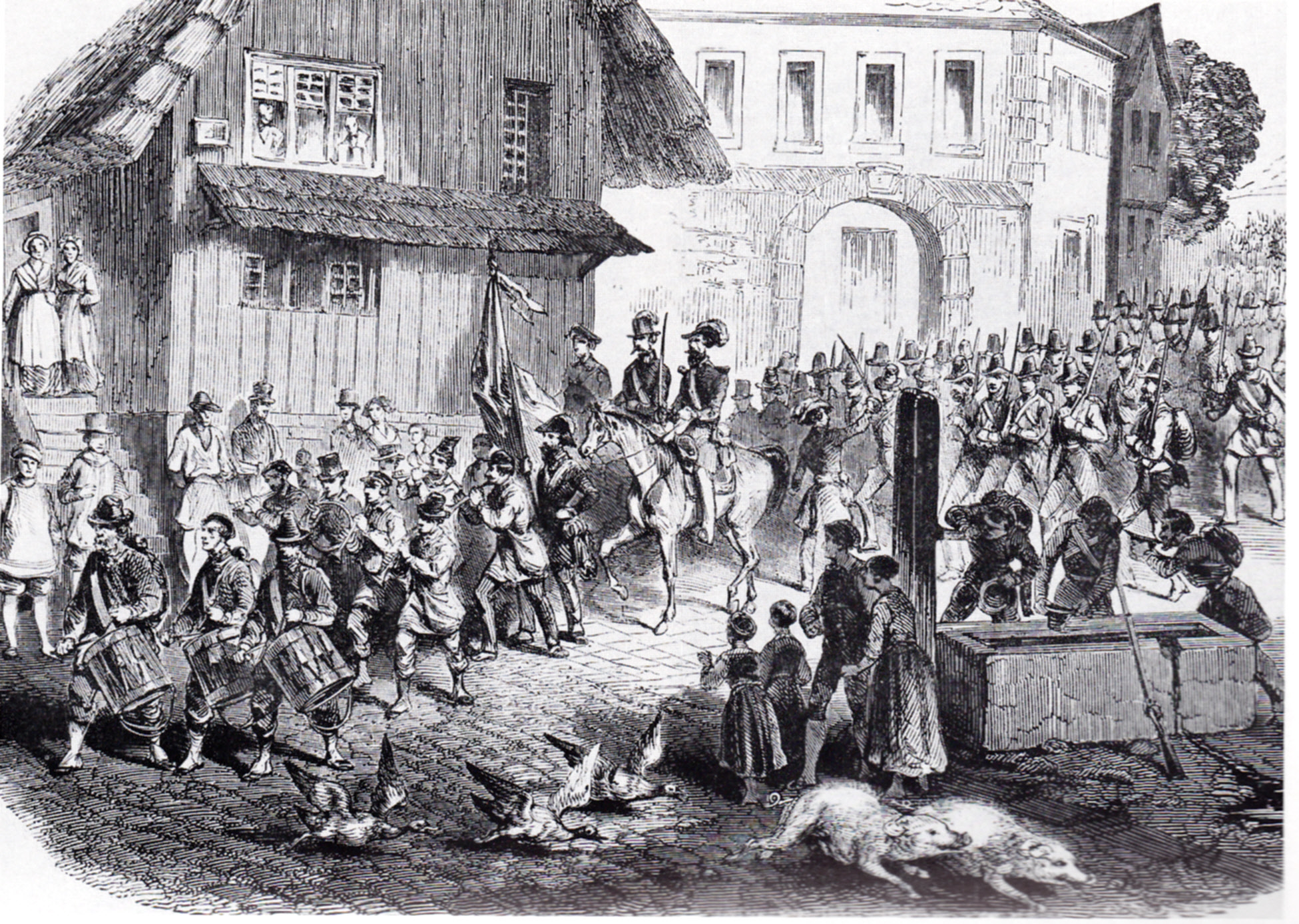
Struves Freischar am 23. September 1848 auf dem Weg von Lörrach nach Müllheim; vorne die Weiler Musikanten

Am 25. September – einen Tag nach der Besetzung durch die badischen Truppen – kam es in Staufen zu einem gravierenden Zwischenfall. Ein Teil der Freischärler hatte sich am Vortag in Staufener Häusern versteckt. Im Wirtshaus zum Kranz hatten auch sieben Musikanten aus Weil am Rhein Unterschlupf gefunden. Sie waren bei Struves Einzug mit klingendem Spiel voranmarschiert. Als am 25. September aus dem Wirtshaus zum Kranz auf die Besatzungstruppen geschossen wurde b, stürmten die Soldaten das Haus und fanden bei der Durchsuchung auch sechs der Weiler Musikanten vor. Fünf von ihnen wurden sofort ohne Verhör von den Truppen erschossen – einer konnte entkommen, während der siebte das Haus bereits vor dem Zwischenfall verlassen hatte.

## Gedenken
Seit 2003 werden in der jährlichen Open-Air-Veranstaltung Stages – StAdtGESchichten – Staufener Zeitreise Szenen des Gefechts unter Beteiligung der Heckergruppe aus Offenburg und der Bürgerwehr Riedlingen e. V. dargestellt.
Auf dem Friedhof von Staufen gibt es noch Gräber von Opfern der Kämpfe in Staufen u. a. das Grab der Weiler Musikanten. Für diese Musikanten gibt es auch auf dem Friedhof von Weil ein Denkmal.